# Cofradía de Nuestro Padre Jesús de la Caída y María Santísima de la Amargura (Úbeda)

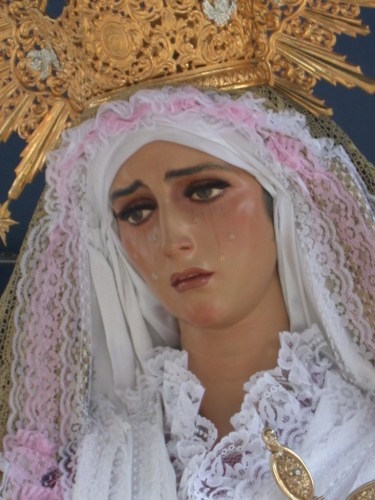
Primer Plano de Ntra. Señora de la Amargura de Juan Luis Vassallo.

## Fundamentación evangélica de la advocación
Sólo la tradición habla de las tres caídas de Jesús. Los evangelistas nada refieren al
respecto. Sin embargo, la devoción por este pasaje pasionista está extendida profusamente
desde tiempos muy antiguos.

## Denominaciones
Su primera denominación fue la de “Cofradía del Santo Cristo de la Caída”. Después se conoció como la “Cofradía de Nuestro Padre Jesús de la Caída”. Posteriormente se llamó “Cofradía del Santísimo Cristo de la Caída”. Cuando se incorpora la Virgen se nombra como “Cofradía del Santísimo Cristo de la Caída y Nuestra Señora de la Amargura”. Desde el mandato de D. Guillermo Olivas Copado, vuelve el Cristo a una de sus antiguas denominaciones, decidiéndose la readopción en la Junta Directiva de 31 de agosto de 1995. En diciembre de 2011, el Obispado de Jaén le concedió el título de Muy Ilustre por su participación en las JMJ 2011, por lo que actualmente lleva por título “Muy Ilustre Cofradía de Nuestro Padre Jesús de la Caída y María Santísima de la Amargura”.

## Estatutos
De los diversos Estatutos con que ha contado la hermandad a lo largo de estos cien
años, conocemos como el más antiguo el Reglamento de 1918, firmado el primero de junio de
ese año, impreso en Sevilla por Torres y Reina, y titulado ”Reglamento del Santo Cristo de la Caída”. Muchas de sus disposiciones hacían referencia a cuestiones de ayuda económica, pues la cofradía en ese tiempo ya era de índole benéfica. Históricamente, contiene este Reglamento lo que presumimos una errata de imprenta, pues manifiesta que la hermandad fue constituida el año 1907. Por otro lado, se nos transmite que el Auto de aprobación fue dado en 25 de agosto de 1904, siendo obispo de Jaén don Salvador Castellote Pinazo , y que la
cofradía quedó establecida en las Carmelitas Descalzas de Úbeda (enlace roto disponible en Internet Archive; véase el historial, la primera versión y la última)..

## El escudo
El escudo de la cofradía es una adaptación del de la Orden del Carmelo: sobre un
pergamino va un óvalo dentro del cual se dibuja una cruz sobre monte. Por encima del
pergamino, corona ducal y por debajo se cruzan dos ramas de laurel.
En el original de la orden religiosa van tres estrellas (dos bajo los brazos de la cruz y
otra sobre el monte) y las ramas no son iguales, pues una es de laurel y la otra de azucenas.
Las estrellas no siempre aparecen en el escudo de la cofradía y la rama de azucenas no la
hemos visto nunca.
Se adoptó este emblema desde la fundación de la cofradía, pues en el convento de
monjas carmelitas residía por entonces la imagen que se procesionó por vez primera. Como
ya es sabido, la orden del Carmelo estaba vinculada a la figura del Nazareno, ya de pie y
portando la cruz, ya caído bajo ella.

## El hábito penitencial

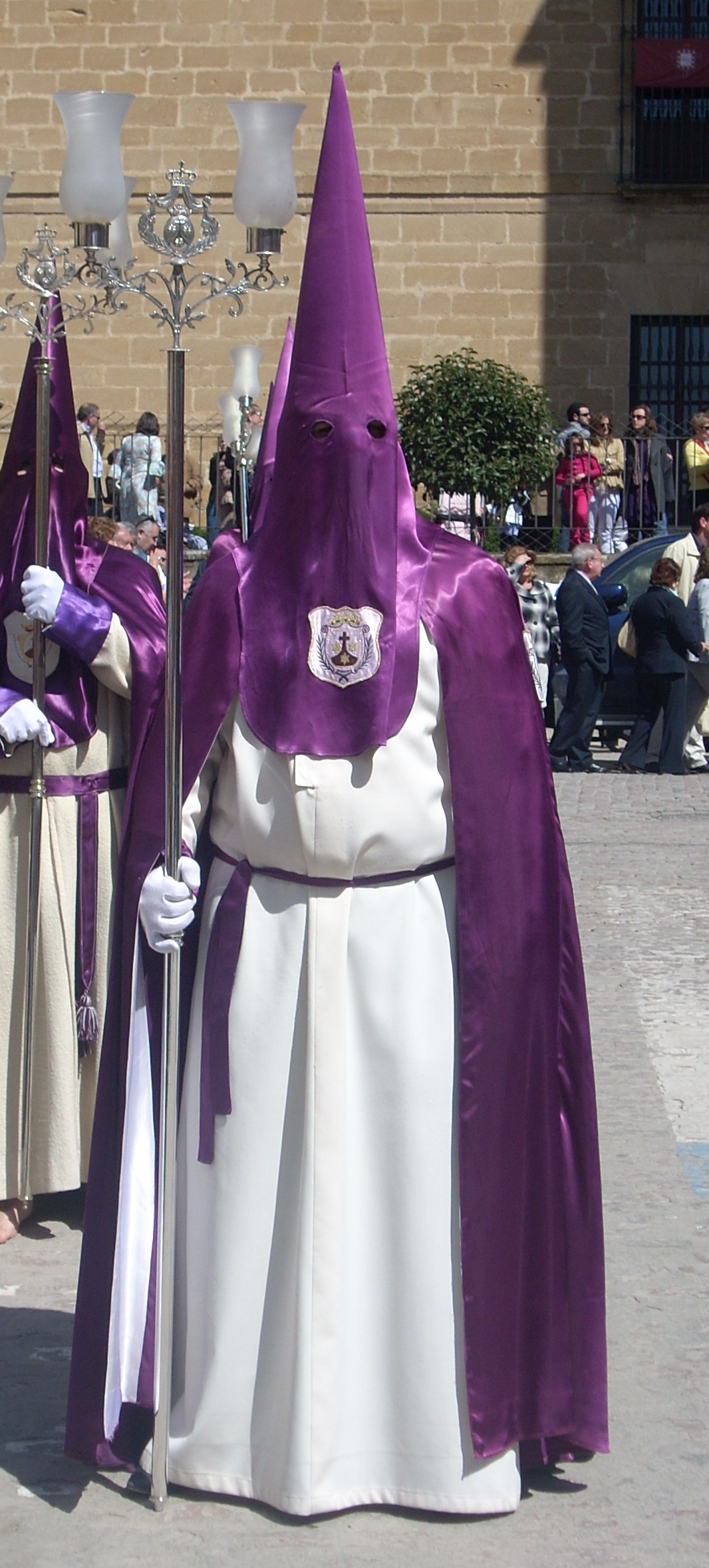
Composición del Traje de Estatutos

Los estatutos de la cofradía establecen que el hábito penitencial ha de ser:
“Túnica de paño blanco con puños en raso morado. Capa de raso
morado con el escudo en brazo izquierdo. Capirote de raso morado con el
escudo en el peto. Cíngulo del mismo tejido y color con dos borlas en morado
y blanco colgando al lado izquierdo. Sandalias moradas con dos cintas
transversales y una vertical en el empeine del pie con cierre de hebilla.
Calcetines y vueltos de la capa en blanco”.
Con referencia a la insignia, que colgará en el pecho con cordoncillo morado, se dice
que “es plateada con el escudo de la Cofradía que contiene el anagrama del Carmelo”.
También se indica que el cofrade “portará un varal de dos tulipas blancas mate con
el escudo de la Cofradía o el varal de vela”.

## Contextualización

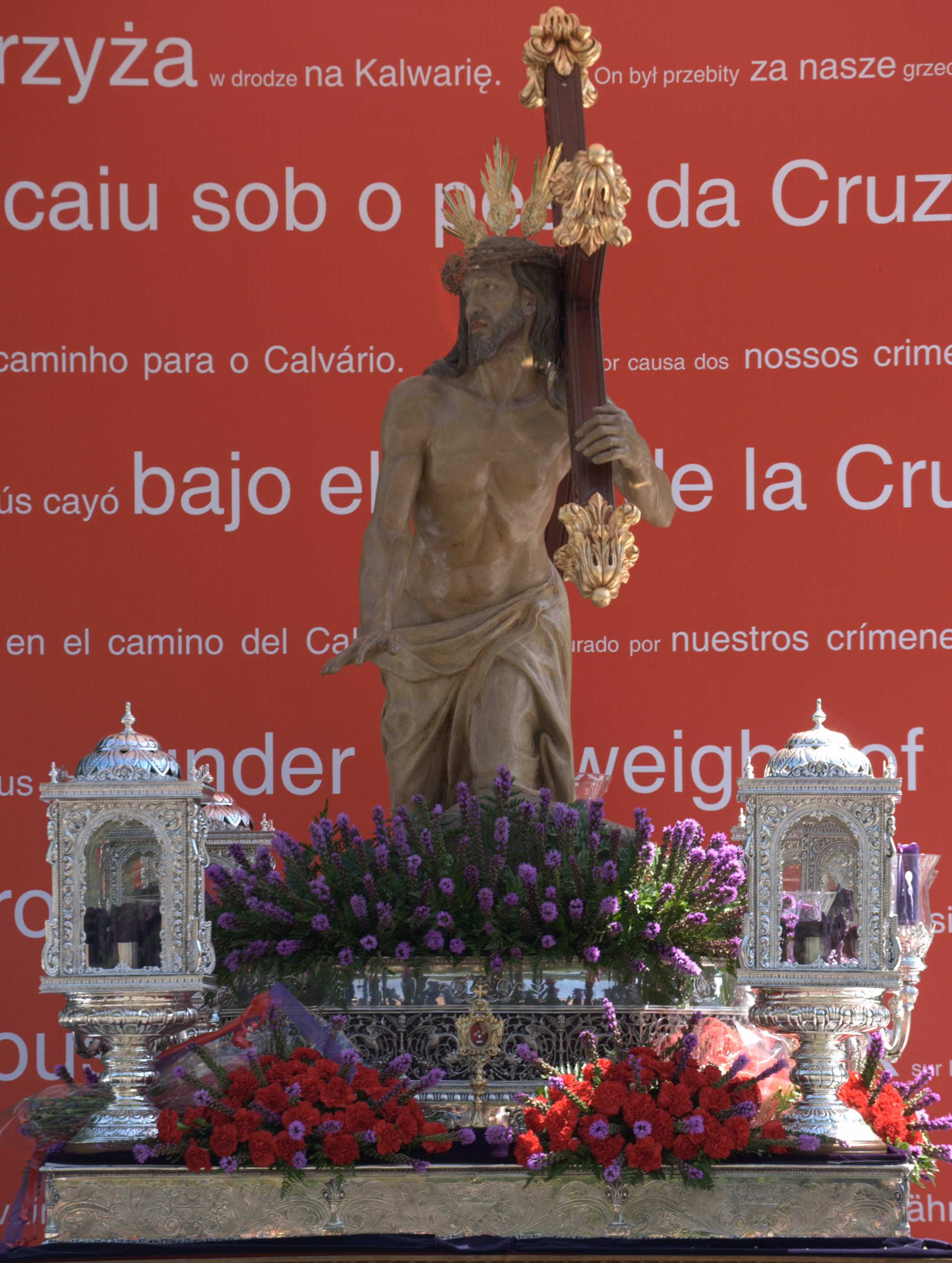
JESÚS CAÍDO EN LA JMJ 2011

La cofradía de la Caída, dentro de las diecinueve actuales que en el ámbito pasionista
existen en Úbeda ocupa, en cuanto a antigüedad, el quinto lugar, tras la Soledad, Jesús, La
Expiración y el Santo Entierro.
Aunque nacida en el seno de la comunidad religiosa del Carmelo, desde muy pronto se vinculó a tres títulos nobiliarios: los marquesados de El Donadío, San Juan de Buenavista y La Rambla. Ello quizás haya contribuido en parte a acentuar una de las notas que más la caracterizan: su fino talante aristocrático, manifestado esencialmente en el lujo desbordado y la extrema elegancia.
Pasando por alto la ostentosa belleza de aquellos primitivos varales de cuatro tulipas,
las imágenes de sus Cristos han sido objeto de la admiración de propios y extraños por su
perfecto modelado y la profunda carga ideológica de su concepción formal.
Asimismo, la Virgen goza fama de ser una de las más bellas de la imaginería
ubetense.
Por otro lado, ambos tronos, además de su riqueza, destacan por el original
planteamiento con que han sido ejecutados en cuanto a dibujo y materiales, lo que les sitúa en
un plano distinto al común.
Nota curiosa también es que la Virgen no pertenece a la cofradía, sino a la comunidad
de monjas franciscanas de Santa Clara, hasta el año 2011 en que fue donada por las monjas franciscanas de Santa Clara a la cofradía (ante notario), en cuyo convento permanece prácticamente todo el año.
El año 2011 será recordado como uno de los más importantes en la Historia de la Cofradía debido a dos hechos que han marcado profundamente a la misma.
El primero de ellos está referido a la participación de la misma en uno de los actos centrales de la Jornada Mundial de la Juventud 2011 que tuvo lugar en Madrid entre los días 15 y 21 del mes de agosto. En el solemne vía crucis presidido por su Santidad Benedicto XVI y que discurrió por el centro mismo de la Villa, el Jesús Caído de Mariano Benlliure sobre su trono de nogal venía a erigirse como Sexta Estación bajo el título de "Jesús cae bajo el peso de la Cruz". Millones de personas en todo el mundo pudieron contemplar la magnificencia de la talla del maestro valenciano, así como la austera solemnidad con la que el cortejo que lo acompañaba discurría por las calles de la capital adentrándose hasta el corazón mismo del Madrid de los Austrias.
Unas semanas después de este evento, las Madres Clarisas del Real Monasterio de Santa Clara de Úbeda, propietarias de la imagen de María Santísima de la Amargura, manifestaban su intención a la Cofradía de donar la imagen de Juan Luis Vassallo Parodi, hecho que se produciría mediante la firma de una escritura notarial que obra en poder de la Hermandad el día 10 de noviembre de 2011.

## Pasos de la Cofradía
Tiene esta cofradía dos pasos: el del Cristo Caído y el de Nuestra Señora de la
Amargura. Ambos van sobre tronos a ruedas. El de la Virgen es un trono de palio realizado por Plata Meneses.

## Paso del Cristo

### Las imágenes
A lo largo de su existencia, la cofradía ha venerado dos imágenes de Jesús Caído: la
primera, del siglo XVII, de autor desconocido; la segunda, del gran escultor Mariano Benlliure y Gil, que la esculpe cuando tenía ya 80 años.

### Sobre la primera Imagen
Hasta la guerra civil de 1936 tuvo esta cofradía por imagen titular una bellísima escultura que era venerada desde muy antiguo -se dice- en el convento de las Carmelitas Descalzas.
Ruiz Prieto, hablando de esta santa casa en su "Historia de Úbeda", dice primero que
doña Ana Crespo donó en 1663 un Nazareno, que fue colocado en el coro alto, y al que
califica como "imagen bellísima y de mérito artístico, según nos han informado". Esta última
apostilla significa, evidentemente, que él nunca vio esta imagen.
Después afirma que “también” hay en el convento "una magnífica escultura de Jesús
Caído, con su cruz a cuestas, que parece del célebre Montañés”. Tras ponderar su belleza y estimar que pudiera ser la mejor imagen de Úbeda, confiesa ignorar su origen, aunque establece una posible relación con Sabiote. Después atribuye a este Cristo Caído la fiesta anual costeada por el Ayuntamiento desde tiempo inmemorial. Pero como la ubica erróneamente todos los días 14 de abril, una vez que observa que ya no hay ninguna que se celebre en dicha fecha, la da, evidentemente, por consumida. Por eso se refiere a ella en términos de pasado. Esto viene a demostrar que la fiesta patrocinada por el Municipio no estaba dedicada a este Cristo, pues en tal caso el historiador lo habría sabido perfectamente.
Sin embargo, alude antes a “su fiesta y procesión, que se hace a los ocho días de su novena
que empieza quince después del Viernes Santo”, sin relacionar en absoluto tales cultos con la
fiesta patrocinada por el Ayuntamiento, que indudablemente se hacía en los años que escribía
la historia de nuestra ciudad. Bastante extraño esto.
Para mayor confusión, le adjudica otro acto litúrgico distinto, cuando añade que la
imagen “hoy se lleva a la iglesia de San Nicolás, antes de que empiece la cuaresma, durante la cual todos los domingos se le hace novena”.
El hecho es que a partir de 1904, esta bellísima escultura de Jesús Caído comienza a
ser procesionada durante las mañanas de todos los viernes Santos desde la iglesia de las
Descalzas, tal vez porque en ella estaba y porque no había otro templo más adecuado, ya que
el oratorio resultaría pequeño para cobijar el fastuoso trono.
Como quiera que sea, lo lamentable es que en 1936, los marxistas destruyeran trono e
imagen. Según Andrés Arias, el vandálico acto se lleva a cabo junto al convento de los frailes
carmelitas.
Lógicamente, la imagen representa a Jesús en el momento de hallarse caído en el
suelo. La cruz, sobre el hombro izquierdo, apenas es cogida por la impresionante mano,
plagada de venas. Quizás sólo el antebrazo, en su conjunción con la muñeca, sea el que se
encargue de la sujeción del madero. La otra mano se apoya en la ya clásica y providencial
esfera.
El rostro de Jesús es de un dramatismo contenido, pues sólo las cejas acusan más
expresivamente el dolor de la caída. Párpados bajos y boca apenas entreabierta tras cuyos
gruesos labios se adivinaba el arco dentario. Fino bigote que no enlaza con la barba, estrecha
en su recorrido por los maxilares y más poblada en el mentón, donde forma una perilla bífida.
Pelo natural, que forma larga melena, con raya en medio.
La cabeza lleva alrededor una corona de espinas, casi “indolora”, y por detrás
asoman las tres clásicas potencias.
El resultado es una imagen que mueve a la piedad y al rezo, muy vinculada al arte de la saga granadina de los Mora, especialmente a la gubia del padre Bernardo de Mora. Nada extraño, pues, que
la misma fuese el objeto devocional de tantos personajes célebres y, en definitiva, de todo el
pueblo de Úbeda.

### La imagen Actual

#### Historia
Realizada para la Semana Santa de 1942 por el insigne escultor Mariano Benlliure, la
imagen actual del Cristo de la Caída constituyó en su momento una loable excepción a la
costumbre generalizada de adquirir tallas en serie de poquísima calidad. Costumbre, por otra
parte, dicho sea de paso, a que obligaba la penuria de los tiempos, pero que en Úbeda, por
fortuna, no arraigó del modo y manera que lo hizo en el resto de la provincia.
El Cristo de la Caída constituyó la Sexta Estación de Penitencia en el Vía Crucis celebrado el día 19 de agosto de 2011 en Madrid, con motivo de la Jornada Mundial de la Juventud 2011 y que fue presidido por su Santidad Benedicto XVI.

#### Descripción

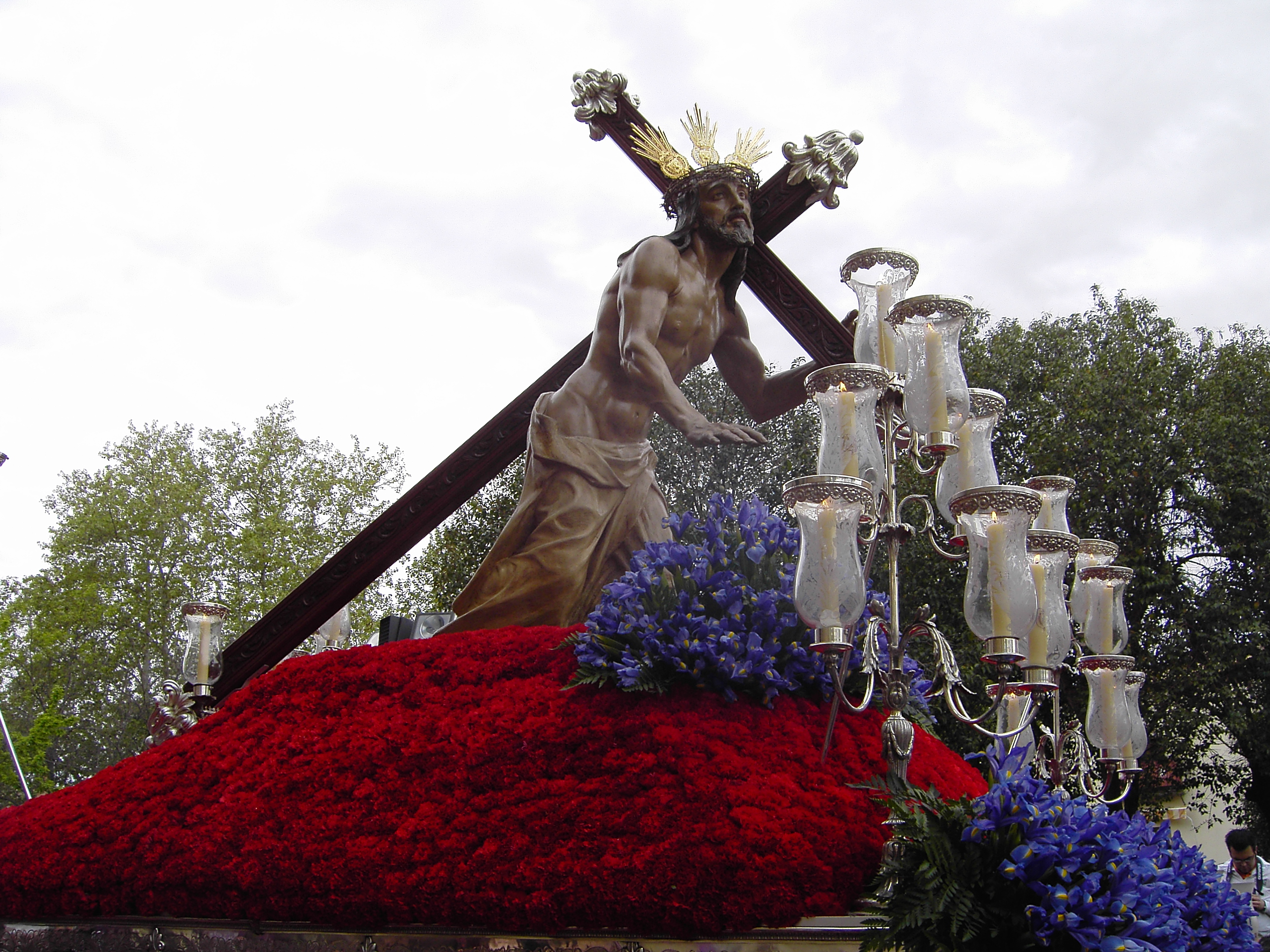
Imagen que procesiona en la actualidad

La talla representa la tercera caída de Cristo sobre las rocas. Sin embargo, al ser contemplada con detalle la anatomía de la imagen, que suele recibir culto sin vestiduras naturales superpuestas, observamos como el suceso captado no se refiere al instante inmediato a la caída, sino a un momento posterior, de gran inestabilidad, en que Jesús, a duras penas, intenta incorporarse del suelo. Para ello, el Varón extiende a duras penas el brazo derecho hacia delante e hinca la rodilla izquierda y el pie derecho en el rugoso risco, descargando sobre ellos todo el esfuerzo.
En tan sacrificado empeño, ya que Jesús, extenuado, no sólo tiene que elevar el peso de su propio cuerpo sino también el del madero, procurando no perder el equilibrio, el Varón no recibe el auxilio de Simón de Cirene, pues efectúa estación de penitencia en absoluta soledad. La angustia del momento se intensifica aún más al colocar sobre el hombro izquierdo de Cristo una cruz, en apariencia muy pesada, de sección cepillada y rectangular.
Pese a todo ello, el varonil semblante de Jesús, lejos de mostrarse humillado, se levanta altivo y firme hacia el cielo, clamando fuerzas al Padre para continuar valientemente su camino hacia el sacrificio. La cabeza se exorna con potencias de plata dorada. La corona de espinas, superpuesta, ha sido cincelada en el mismo metal.
La imagen fue restaurada por el ICROA en 1983. La intervención consistió en una exhaustiva limpieza de la policromía, fijación de ensambles con nuevas espigas de madera y eliminación de elementos metálicos en la talla.

#### Valoración artística
“Toda la talla -insiste Soledad Lázaro Damas- demuestra la complacencia de
su autor en el modelado anatómico y en la resolución de las tensiones del esfuerzo; en este
sentido, brazos y manos, cuello y rostro revelan un estudio atento del natural y son elementos
demostrativos por sí solos, de una acción, alejada de connotaciones patéticas. El perizoma se
pliega de forma natural, sin estridencias, creando diferentes direcciones a las arrugas, en
línea con el juego de tensiones y fuerzas del cuerpo”.

## Paso de la Virgen
Lo constituye una Dolorosa que va en trono de ruedas bajo palio.

### La imagen

#### Historia

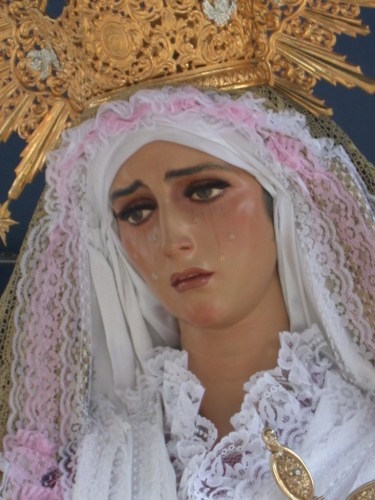
Primer Plano de Ntra. Señora de la Amargura de Juan Luis Vassallo.

Si se careciese de otros datos y sólo pudiéramos disponer como única fuente de
información del Horario de Procesiones correspondiente a 1952, habríamos de asegurar de manera taxativa que nuestra Virgen hizo su primera salida procesional el Viernes Santo de
ese lejano año.
Literalmente, dicho programa oficial, firmado por el arcipreste Valentín L. Peña y
por el alcalde Pedro Sola, dice:
“A las 11 de la mañana, saldrá de Santa María Jesús de la Caída
luciendo un nuevo trono de nogal y plata oxidada. Le acompañará la imagen,
del artista Juan Luis Vassallo, Nuestra Señora de la Amargura que también
figura por primera vez en esta procesión”.
Parece obvio que el anuncio no puede ser ocurrencia del cajista de la imprenta y que
cuando se publica con toda esa profusión de detalles es porque realmente hubo la intención de
sacar procesionalmente a Nuestra Señora.
Si acudimos a las actas de la cofradía, vemos, en efecto, cómo ya desde finales de
1951 están hechos los presupuestos para un nuevo trono destinado al Cristo y que habría que
hacer Juan Dueñas.
En cuanto a la imagen de la Virgen, el presidente, don Juan Pablo Pasquau, hace
constar, según el acta de la Junta Directiva celebrada el 9 de noviembre de 1951, que el
importe de la talla correría de su cuenta, aunque, a la postre, como ya se sabe, la imagen sería donada a las franciscanas por su propio autor, Juan Luis Vassallo Parodi, el Jueves Santo 2 de abril de 1953, o sea, un día antes de que saliera en procesión acompañando al Señor de la Caída.
Pero no hay duda de que la imagen estaba hecha desde tiempo antes de 1953. En
noviembre de 1951 ya se habían comprado 2 metros de raso para la saya, que costaron 173´50
pesetas, 15 metros de blonda por 375 pesetas y la tela para el manto, que importó la fuerte
suma de 2.000 pesetas. Hasta se había adquirido la corona por 1.692 pesetas. Todas estas
compras no se pueden realizar sin conocer las medidas aproximadas de la nueva talla: luego
ya en 1951 debía existir esta.
Unos meses después, concretamente, en la Junta General de 9 de marzo de 1952, se
habla de “las gestiones que se llevaban realizadas con motivo de la nueva imagen y el trono”
para “la próxima Semana Santa”. Esta “próxima Semana Santa” no podía ser otra que la de
1952: luego se esperaba realmente procesionar a la Virgen nueva en este año. Y hacerlo,
además, con toda solemnidad, puesto que se tenía previsto que la procesión fuera presidida
por el ministro de Obras Públicas, el Sr. Conde de Vallellano.
Pero al final, la salida de la Virgen no pudo hacerse en este año.
La causa de la suspensión debió estribar, en principio, en la abundante lluvia caída
durante aquella mañana del Viernes Santo. La cofradía de Jesús, que contaba con la presencia
de otro ministro, el de Hacienda, Sr. Gómez del Llano, no había podido salir. Y la Caída, al decir de Herrador Marín, apenas llegó al Mercado cuando tuvo que volverse. Pero la pregunta
clave es: ¿salió durante aquel corto trayecto Nuestra Señora de la Amargura? Evidentemente,
no. Y lo negamos con rotundidad por una razón muy sencilla: la imagen se bendijo en 1953, y
no antes. Por lo tanto, no estaba preparada para procesionar en 1952. Pero no por ella misma,
sino por una causa ajena a su propia disposición: el trono que tendría que llevar al Cristo,
aunque casi a punto, no había sido acabado aún para aquella Semana Santa, sin que podamos
determinar exactamente qué era lo que le faltaba. Sí se sabe, en cambio, que el 31 de octubre
de 1952 la tienda de tejidos de Pozas, Sánchez y Fuentes presenta una factura de 350 pesetas
por el pañete empleado en la funda del trono nuevo, lo cual es indicativo claro de que para
esa fecha ya estaba concluido.
En la Semana Santa, pues, de 1953 salen por primera vez la Virgen de la Amargura en
el trono de plata que había usado el Señor, y la imagen de este lo hace sobre el nuevo de Juan
Dueñas.
Con este fin, comienzan los preparativos previos:
La bendición de la imagen se llevó a cabo el jueves día 26 de marzo de 1953 (tres días
antes del Domingo de Ramos) en la iglesia de Santa María a las 7´30 de la tarde. En la
correspondiente citación, fechada dos días antes y firmada por el secretario Luis María Marín
Blanca, se especifica que la imagen de Nuestra Señora de la Amargura “este año acompañará
a nuestro titular en la procesión del Viernes Santo”. 
Así pues, Nuestra Señora llamó la atención del público expectante aquel Viernes
Santo 3 de abril de 1953, luciendo un manto azul oscuro, liso, sin bordado alguno. También
estrenó en aquella primera salida una corona de plata sobredorada, a la que luego sustituiría la actual.
Pasada esta Semana Santa, el 15 de mayo se lee en Junta Directiva el “documento de
propiedad de la Virgen a las Monjas Clarisas, y la concesión a perpetuidad a nuestra
Cofradía de sacar la Imagen procesionalmente el día del Viernes Santo”. Lo mismo se repite
en la Asamblea General celebrada dos días más tarde.
Dicha donación viene expresada en los siguientes términos:
“Por el presente documento declaro yo, Juan Luis Vassallo Parodi, de
profesión Escultor y vecino de Sevilla, que habiéndoles prometido en su día a
las Monjas de Santa Clara de Úbeda (Jaén) y para su Iglesia, donde siempre
se le rendirá el culto debido, una imagen de la Virgen bajo la advocación de
Nuestra Se_ora de la Amargura, en el día de la fecha les hago entrega de la
misma a la mencionada Congregación religiosa en concepto de donación. En
este acto de entrega de la imagen de Nuestra Señora, propongo por tratarse
de una obra de carácter procesional, se conceda el derecho para sacarla a
perpetuidad acompañando a su imagen titular Nuestro Padre Jesús de la
Caída a la hermandad instituida en esta ciudad con esa advocación durante
los días de Semana Santa. Lo que se acuerda de conformidad de todas las
partes abajo firmantes.
El Presidente actual de dicha hermandad, deseando que esta nueva
imagen quede debidamente instalada en la Iglesia de Santa Clara, se
compromete a llevar a cabo la construcción de un altar para este fin, ya que
las hermanas clarisas prefieren se haga así en lugar de recibir el donativo en
metálico que en principio se les ofreció.
Y para que conste y sirva de resguardo y garantía tanto para la
Congregación como para la Cofradía y firmando su aceptación las dos
instituciones antedichas, lo hago en Úbeda a dos de abril de mil nocecientos
cincuenta y tres.
Por las Hermanas Clarisas, La Madre Superiora, Fdo.: Sor
Guadalupe de Jesús Aragón.- Por la Cofradía de Ntro. Padre Jesús de la
Caída, Fdo.: Juan Pablo Pasquau.- Fdo.: Juan Luis Vassallo, Escultor.
Como ya se ha mencionado, la imagen de María Santísima de la Amargura es hoy propiedad de la Cofradía merced a la donación realizada por las madres clarisas a la Hermandad el 10 de noviembre de 2011.
- Datos: Q5776253